# Nők a buddhizmusban
A nők a buddhizmusban olyan téma, amelyet különböző nézőpontokból lehet megközelíteni, például teológiai, történelmi, antropológiai vagy feminista nézőpontból. A legfontosabb érintett témák közé tartozik a nők teológiai státusza, a nőkkel való bánásmód a buddhista társadalmakban otthon és a közéletben, a nők története a buddhizmusban és a nők tapasztalatainak összehasonlítása a buddhizmus különböző formái között. Ahogy más vallásokban is, a buddhista nők tapasztalatai jelentősen eltérnek egymástól.
Buddha azt tanította ugyan, hogy a feleség engedelmeskedjen az urának (Anguttara-nikája 5:33), azt is tanította viszont, hogy a férj tisztelje a feleségét, amely forradalminak számított abban a korban.
Az olyan tudósok, mint Bernard Faure és Miranda Shaw egyetértenek abban, hogy a buddhista tanulmányok még eléggé gyermekcipőben járnak a társadalmi nem (gender) kérdését illetően.

## Nők a korai buddhizmusban
A buddhizmus alapítója, Gautama Buddha megengedte a nőknek, hogy csatlakozzanak a szerzetesi közösséghez és teljes jogú tagként vegyenek részt benne, jóllehet volt néhány kikötés, avagy garudhamma (lásd: bhikkhuni). Susan Murcott szerint "a szangha apácái a kor radikális kísérletének számítottak." Dr. Mettanando Bhikkhu a következőket írja az első buddhista tanácskozással kapcsolatban:
Talán Mahákasszappa és a kor bhikkhui (szerzetesei) féltékenyek voltak a bhikkhunikra (apácákra), hogy azok népszerűbbek, többet tanítanak és több társadalmi munkát végeznek, mint ők. A nyolc garudhamma, azaz a nyolc szigorú kikötés, az ő nőellenes előítéletük intézményesítése. Ezt az előítéletet nem folytathatjuk.
Acsahn Szudzsato szerint a korai szövegekben szerepel, hogy a garudhammák közül a legszigorúbbat - miszerint az apácáknak meg kell hajolniuk minden szerzetes előtt - Buddha vezette be a kor szokásainak megfelelően, ám a modern tudósok kétségbe vonják, hogy ezt a szabályt tényleg Buddha hozta volna, hiszen a dzsainizmusban is például létezik egy hasonló szabályt.
Diana Paul szerint a korai buddhizmusban a nőt alacsonyabb rendűnek tekintették. Egyetért ezzel Rita Gross, amerikai buddhista feminista is, azonban hozzáteszi, hogy néhány egyértelműen nőellenes tan ellenére nem tekinthető az egész ősi indiai buddhizmus nőgyűlölőnek."
A vegyesen pozitív és negatív hozzáállás miatt a korai buddhizmus nőkkel szembeni álláspontját erősen ambivalensnek ítélik.

## A nők spirituális képességei
A buddhizmus különböző iskolái és hagyományai eltérő nézeteket vallanak a nők spirituális elérési képességeivel kapcsolatban. Női tudósok rámutattak, hogy annak ellenére, hogy a nők spirituális képességét elismerik, kevés ilyen történetet őriztek meg a történelemből, vagy esetleg a nemtelen nyelvek vagy a nyugati tudósok félrefordításai tüntették el azokat.

### A nők spirituális képességeinek korlátai a buddhizmusban
Bernard Faure szerint "A klérusi példázatok többségéhez hasonlóan a buddhizmus is tényleg könyörtelenül nőgyűlölő, bár a nőgyűlölő példázatok közül még az egyik legrugalmasabb, amely nyitott a sokféleségre és az ellentmondásokra."
A buddhista hagyományban a látszólagos világi hatalom az egyén spirituális elérési képességeinek a tükörképe. Például az istenek magasabb szinten lévő birodalmakban élnek, mint az emberek. Magasabb spirituális szintet értek el. A csakravartinok és buddhák is spirituálisan meghaladják az emberek szintjét. Azonban, ahogy azt Heng-Csing Sih zen apáca írja, a nőknek a buddhizmusban öt akadályuk van, név szerint nem válhat belőlük sem Brahma király, sem Szakra, sem Márá király, sem csakravartin, sem buddha. Ezt Gautama Buddha jelentette ki a páli kánonban szereplő Maddzshima-nikája Bahudhátuka-szuttájában, hogy az lehetetlen, hogy egy nő "a tökéletesen Megvilágosodott legyen", "az egyetemes uralkodó", "az istenek királya", "a halál királya" vagy a "Brahmák királya".

### A nők és a buddhaság
Noha a korai buddhista szövegekben, mint például a Vinaja-pitaka gyűjteménybe tartozó Csullavagga, szerepel Gautama Buddha állítása, hogy a nők elérhetik a megvilágosodást. Az is egyértelműen szerepel viszont a Bahudhátuka-szuttában, hogy soha nem lehet nőnemű buddha.
A théraváda buddhizmusban, amely a legkorábbi szövegekkel rendelkező mai modern buddhista irányzat, a buddhaság elérése nagyon ritka esemény. A gyakorlók arra összpontosítanak, hogy elérjék az arhatság tudatszintjét (a legmagasabb tudatszint), amely szint elérése lehetséges mind a férfiak és a nők számára. Buddha korábbi felesége Jasodará, gyermekük Ráhula édesanyja, elérte az arhat szintet miután csatlakozott a buddhista apácák (bhikkhuni) rendjéhez. A mahájána iskolában a gyakorlók célja, hogy elérjék a buddhaság szintjét. A mahájána szútrák szerint a nők elérhetik a megvilágosodást, viszont nem női testben. Például a 4. századi Bodhiszattvabhúmi szerint az a nő, aki elérné a megvilágosodás szintjét, előtte férfiként még újjá fog születni. Miranda Shaw szerint "a női test elégtelenségének közvetítése negatív vonzattal bír".
A vadzsrajána buddhizmus tantrikus ikonográfiájában női buddhák is feltűnnek. Olykor a meditációs mandala fő jidamjainak kísérőhölgyeként szerepelnek, mint például Vadzsrajoginí, Tara és Simhamukha.
Sákjamuni Buddha jóslata szerint, a mahájána Lótusz szútra 13. fejezetében, a jövőben meg fog világosodni Mahá Padzsápatí Gótamí és Jasodará.
A 20. századi Tenzin Palmo, tibeti buddhista apáca (a Kagyü iskola Drukpa Kagyü szektája) azt állította, hogy "Megfogadtam, hogy elérem a megvilágosodást női alakban—nem számít, hogy hány élet szükséges hozzá".

### Női tulku hagyományvonalak
A 15. században felismerték Csokji-dronme (wylie: Chos-kyi sgron-me) hercegnőt a meditációs isten és női buddha, Vadzsravarahi megtestesüléseként a vadzsrajána hagyományon belül. Új nevet kapott, Szamding Dorzse Pakmo (wylie: bSam-lding rDo-rje phag-mo) és vele elkezdődött egy női tulku-vonal. Jelenleg a vonal 12. lámáját tartják számon Tibetben.
Egy másik tulku-vonal Sugszeb Dzsecun Rinpocse (wylie: Shug-gseb rJe-btsun Rin-po-che) (1865 – 1951), hagyományvonala a 19. században kezdődött. Az összes tibeti buddhista iskola tanításait átvette ugyan, főleg a csöd átadási vonal őrzéséről volt ismert, amelyben a gyakorló felajánlja saját testét az összes érző lény javára. A 20. század elején Sugszeb Dzsecun Rinpocse — vagy más néven Ani Locsen Csönyi Zangmo — megalapította a Sukszep vagy Sugszep (wylie: shug gseb) zárdát Lhászától harminc kilométerre, a Gangri Thökar-hegy oldalában. Ez a létesítmény Tibet legnagyobb és leghíresebb zárdájává vált. A nyingma iskolához tartozó zárdát később, az indiai száműzetés során újra megalapították Dharamszala városban és a mai napig gyakorolják többek között a longcsen nyingtig termát (speciális tibeti tanítások) és a csöd vallási gyakorlatot.

## Nők felvétele a buddhista szerzetes rendekbe
Gautama Buddha legelőször a megvilágosodása után öt évvel, és az első férfi szerzetes után öt évvel, vett fel nőt a szerzetesi közösségükbe (szangha). A legelső buddhista apáca (bhikkhuni) saját nevelőanyja Mahá Padzsápatí Gótamí volt.
A rendelkezésre álló kánon szerint Buddha először nem volt meggyőződve arról, hogy jó ötlet felvenni apácát a szanghába. Nevelőanyja Mahá Padzsápatí Gótamí többször kérlelte őt, hogy vegye fel őt és vele együtt ötszáz nőt a szerzetesi közösségbe. Ezek a nők és asszonyok csak a kényelmes világi életet ismerték. Végül Buddha egyik kedvenc tanítványa és unokatestvére Ánanda segítségével sikerült megszerezni az engedélyt, de csak akkor, ha a nők elfogadják a nyolc garudhammát, azaz a nyolc súlyos szabályt. A Buddha attól tartott, hogy ha engedi a nőket belépni, akkor az lerövidíti a szangha életét 500 évre. Ez a jóslat csupán egyszer hangzik el a kánonban, és egyben ez az egyetlen utalás az időre.
Egyes modern buddhista tudós úgy magyarázza Buddha tétovázását, hogy azok a nők (közöttük más szanghabeli bhikkhuk anyjai, nővérei, feleségei és rokonai) esetleg ki lettek volna téve erőszaknak vagy egyéb bántalmazásnak. Igaza is volt ebben és ezt a vinaja is tartalmazza. Az egyik ilyen esetben, a vinaja szerint, egy brahmin a bhikkhunikat örömlánynak nevezte és megpróbálta felgyújtani a lakhelyüket.
A korai buddhizmus idején még nem léteztek kolostorok és a bhikkhuk és a bhikkhunik számára kötelező volt sok időt az erdőben tölteni egyedül. Ám egy a bhikkhunikat ért szexuális erőszakos bűncselekményt követően - amit tartalmaz a Vinaja is - a Buddha megtiltotta a nőknek, hogy a lakóterületektől messze egyedül sétálgassanak. Emiatt a bhikkhunik egy állandó helyen vertek tanyát a település közelében.
Egy modern buddhista szerint a bhikkhunikra vonatkozó szabályok többsége a bhikkhunik testi épsége érdekében íródott, nem nemi diszkrimináció végett. Dr. Chatsumarn Kabilsingh szerint az apácáknak a Buddha idejében egyenlő jogaik voltak és mindenen egyenlően osztozhattak. A vinaja nem enged semmiféle erőalapú megkülönböztetést szerzetesek és apácák között.

## Családi élet a buddhizmusban
Az Anguttara-nikája 5:33-ban Buddha azt mondja a jövőbeli feleségeknek, hogy engedelmeskedjenek férjeiknek, kedveskedjenek nekik, ne bosszantsák fel őket a saját vágyaikkal, hamarabb keljenek reggel és később feküdjenek le este mint a férjük. Ezen felül a férjes asszonyoknak elsorolja (Anguttara-nikája (7:59; IV 91-94) a feleség hét típusát — az első három sorsa boldogtalanság, a második négyé - akik önkontroll alá vetik magukat - a boldogság. Ez utóbbiakat a gondviselés (anyaszerű-feleség), a társasiság (baráti-feleség) és az alázatosság (nővér-feleség és szolga-feleség) jellemzi — ezáltal Buddha többfajta feleségtípust is helyeselt a házasság kötelékében.

### Anyaság
Az anyaság státusza a buddhizmusban hagyományosan a dukkha, vagy szenvedés kifejezését szolgálja, amely az emberi létezés legfőbb jellemzője. Susan Murcott a páli kánonban szereplő arhat tudatszintet elért nők történeteiről szóló Therigatha című könyvében azt írja, hogy "az anyaságról szóló fejezetekben mindig szerepel a gyász témája is. A fejezetben szereplő anyákat az késztette arra, hogy buddhista apácának álljanak, hogy gyermekeik halála utáni bánatot nem bírták elviselni".
Azonban a korai buddhizmusban az anyaságot saját jogán is értékes cselekedetnek tekintik. Májá királynő, Gautama Buddha édesanyja a szülés után pár nappal meghalt, hogy spirituális fejlődését egy másik létsíkon folytathassa. A kis Sziddhártha herceget nevelőanyja Mahá Padzsápatí Gótamí nevelte fel, akinek szintén két saját gyermeke volt. Később ő volt a legelső női buddhista szerzetes. Mindkét gyermeke, fia Nanda és lánya Szundari Nanda csatlakozott a szerzetesi közösséghez. Gautama Buddhának és feleségének, Jasodarának közös fiuk született, Ráhula (jelentése "béklyó", akiből hétéves korában szintén szerzetes lett és később Jasodará is apáca lett.

### Szerelem, szexuális magaviselet és házasság
Noha általánosság szerint a buddhizmusban ideálisabbnak tekintik a cölibátusi szerzetesi életet, elismerik a házasság intézményének társadalmi fontosságát. Léteznek bizonyos útmutatások is az ideális házastársi viszonyra vonatkozólag. Bár a buddhista álláspontok eltérőek lehetnek a különböző buddhista iskolák szerint, a házasság azon kevés dolog közé tartozik, amelyet kifejezetten megemlítenek a spirituális fegyelemmel foglalkozó etikai szövegek (Síla). Az öt fogadalomban szerepel egy intés a helytelen szexuális viselkedéssel kapcsolatban. Arról viszont eltérően vélekednek a különböző buddhista iskolák, hogy mi számít helytelennek.
A korai buddhizmusban jellemzésre kerül a tisztelet, amellyel a házastársak tartoznak egymásnak. Azonban a szerelemnél és a házasságnál magasabbra helyezik a nirvána állapotát. Olyan történetek igazolják ezt, mint például Nanda szerzetes és feleségének, Dzsanapada Kaljáninak a története. Nanda a házasságkötésük után, még ugyanazon a napon beállt szerzetesnek és a buddhista szangha kedvéért elhagyta újdonsült feleségét. A páli kánon ehhez hasonló történeteiben a szerelmet általában a szamszárához (az újjászületések állandó körforgása) való ragaszkodásként jellemzik.

## A 14. dalai láma
A 14. dalai láma a Hamburgi Egyetemen tartott 2007-es Nők a buddhizmusban című előadáson a következőket mondta:
Hagyományosan a háborúkat férfiak indították, mivel úgy tűnik, hogy ők fizikailag jobban fel vannak szerelkezve az agresszív viselkedésre. A nők viszont sokkal inkább törődőek és érzékenyebbek mások kényelmetlenségére és fájdalmára. Annak ellenére, hogy a férfiak és a nők ugyanúgy képesek az agresszióra és a jószívűségre, különböznek abban, hogy a kettő közül melyik mutatkozik meg könnyebben. Ezáltal, ha a világi vezetők többsége nő volna, talán kevesebb veszélye lenne a háborúk kitörésének és több együttműködés lehetne a globális törődés alapján – jóllehet, természetesen, léteznek nehéz esetek a nők között is! Én szimpatizálok a feministákkal, de nem elég egyszerűen csak kiabálniuk. Erőkifejtést kell tenniük, hogy pozitívan járuljanak hozzá a társadalomhoz.

## Közismert női buddhisták

### Hírességek
- Tina Turner

### Tibeti buddhista tulkuk és megtestesülések
- Dordzse Pakmo
- Khandro Rinpocse[28]
- Cultrim Allione
- Dzsecunma Ahkon Lhamo

### Tibeti buddhista tudósok
- Sarah Harding
- Judith Simmer-Brown

### Neves buddhista apácák
- Buddhamitrá - 1. századi indiai bhikkhuni, aki szobrokat készített Buddhának három városban a Gangesz mentén.
- Cseng Jen - tajvani bhikkhuni - közismert neve Cu Csi.
- Tenzin Palmo - tibeti bhikkhuni.
- Pema Csödrön - tibeti bhikkhuni.
- Thubten Csodron - amerikai tibeti bhikkhuni.

## Bibliográfia
- Women in Buddhist Art Published by Agam Kala Prakashan, New Delhi, 2012. ISBN 978-81-7320-126-4
- Law, Bimala Churn (1927). Women in Buddhist Literature, Ceylon: Bastian & Co.
- Paul, Diana (1985). Women in Buddhism: Images of the Feminine in the Mahayana Tradition. Berkeley: University of California Press
- Bartholomeusz, Tessa (1994). Women under the Bo Tree. New York: Cambridge University Press